# Retour sur la condition ouvrière

Retour sur la condition ouvrière, sous-titré "Enquête aux usines Peugeot de Sochaux-Montbéliard", est un livre de sociologie écrit par Stéphane Beaud et Michel Pialoux s'attachant à analyser le monde ouvrier et ses mutations via l'étude du cas de l'usine Peugeot de Sochaux. Il a été publié en 1999.
Dès l'introduction, les auteurs justifient le choix de leur sujet d'études, les ouvriers, par leur absence de visibilité sur la scène politique et sociale alors qu'ils sont plus de 6 millions, c'est-à-dire qu'ils sont le premier groupe social en France.

## Première partie: les transformations de l'usine
À partir des années 1970, les dirigeants de l'usine passent du fordisme traditionnel au toyotisme et particulièrement aux zéros défaut et délai, ce qui conduit à une individualisation du travail puisque l'ouvrier est responsable de sa production, de sa cadence et des défauts inévitables. Cette mutation imposée s'accompagne d'une recollectivisation conduite elle aussi par la hiérarchie. Ainsi, sont imposés des groupes d'autosurveillance et le tutoiement systématique des ouvriers par les chefs d'équipe. Cette dissolution des liens sociaux défait les solidarités et crée de l'agressivité que les ouvriers reportent sur les immigrés arabes et turcs  

## Seconde partie: le salut illusoire de l'école
Ce processus de désagrégation se retrouve aussi dans le rapport à l'école vu dans un premier temps comme une sortie possible de la condition ouvrière mais qui mène en fin de compte à un éloignement symbolique sans véritable promotion sociale et professionnelle . L'accès au Lycée individualise les choix et stratégies des enfants d'ouvriers et les éloignent de la culture familiale à l'aune d'une culture bourgeoise formatée. De même, les élèves du Lycée professionnel, formés pour travailler à l'usine, apprennent un savoir et des méthodes contraires aux valeurs du monde ouvrier traditionnel, c'est-à-dire la résistance au travail imposé, théorique et épuisant.

## Troisième partie: une déstructuration du groupe ouvrier
Un entretien avec un jeune fils d'ouvrier, Sébastien, 27 ans, obligé de revenir à l'usine malgré son baccalauréat technologique permet aux auteurs de reprendre les constatations faites sur le terrain de l'usine (l'habillage des caisses de voiture à Sochaux) et de l'école (le Lycée professionnel Nicéphore Niepce de Chalon-sur-Saône). Le monde ouvrier est de plus en plus clivé au niveau générationnel entre anciens et jeunes mais aussi sur le plan culturel entre immigrés et autochtones. Ces nouveaux clivages favorisent le déclin du syndicalisme et la réappropriation de la force de travail, des lieux et des valeurs par la direction de l'usine.
Ce livre est donc majeur puisqu'il signe le retour de la sociologie française sur le terrain de la condition ouvrière qui est maintenant bien accidentée. Cette analyse ouvre de nouvelles perspectives questionnant les notions marxiste de classe ouvrière et wébérienne de culture ouvrière.